# القطاع الملتوي
في الفيزياء النظرية، القطاع الملتوي هو مساحة فرعية من فضاء هيلبرت الكاملة لحالات الأوتار المغلقة في نظرية معينة على مدار متعدد (جيد).
في الشكلية الكمية الأولى لنظرية الأوتار (أو في نظرية الحقل المطابق ثنائي الأبعاد) ، تكون المساحة المستهدفة عبارة عن مدار متعدد M/G إذا تم تعريف ملاحظات السلسلة فقط وحدة G. وبالتالي ، يجب أن تكون قيمة الحقل بعد دورة واحدة حول السلسلة المغلقة هي نفس القيمة الأصلية لوحدة G التحول.
أي يوجد بعض{\displaystyle g\in G} بحيث
{\displaystyle X(\sigma +2\pi ,\tau )=g[X(\sigma ,\tau )]}
لكل فئة الاقتران من G ، لدينا قطاع انتخاب فائق مختلفة (wrt ورلدشيت). إن فئة الاقتران التي تتكون من الهوية تؤدي إلى القطاع غير المرغوب فيه وجميع فئات الاقتران الأخرى تؤدي إلى قطاعات ملتوية. من السهل أن نرى أنه بما أن المرصدات هي فقط وحدة G، فإن اثنين من G المختلفة المترافقة مع بعضها البعض تؤدي إلى نفس القطاع.